# Gert Bastian

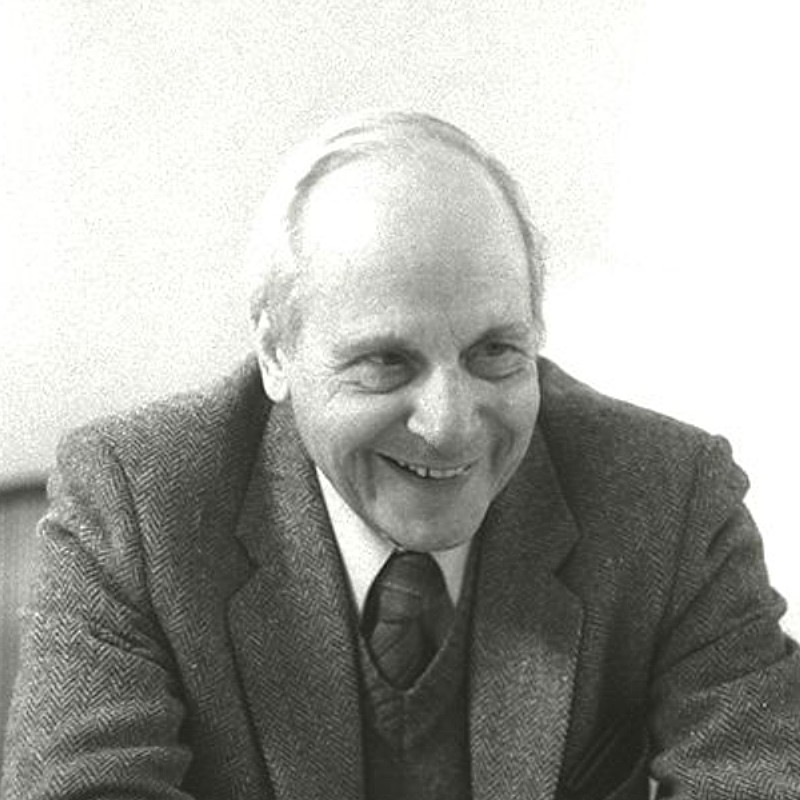
Gert Bastian 1987 im Bundestag

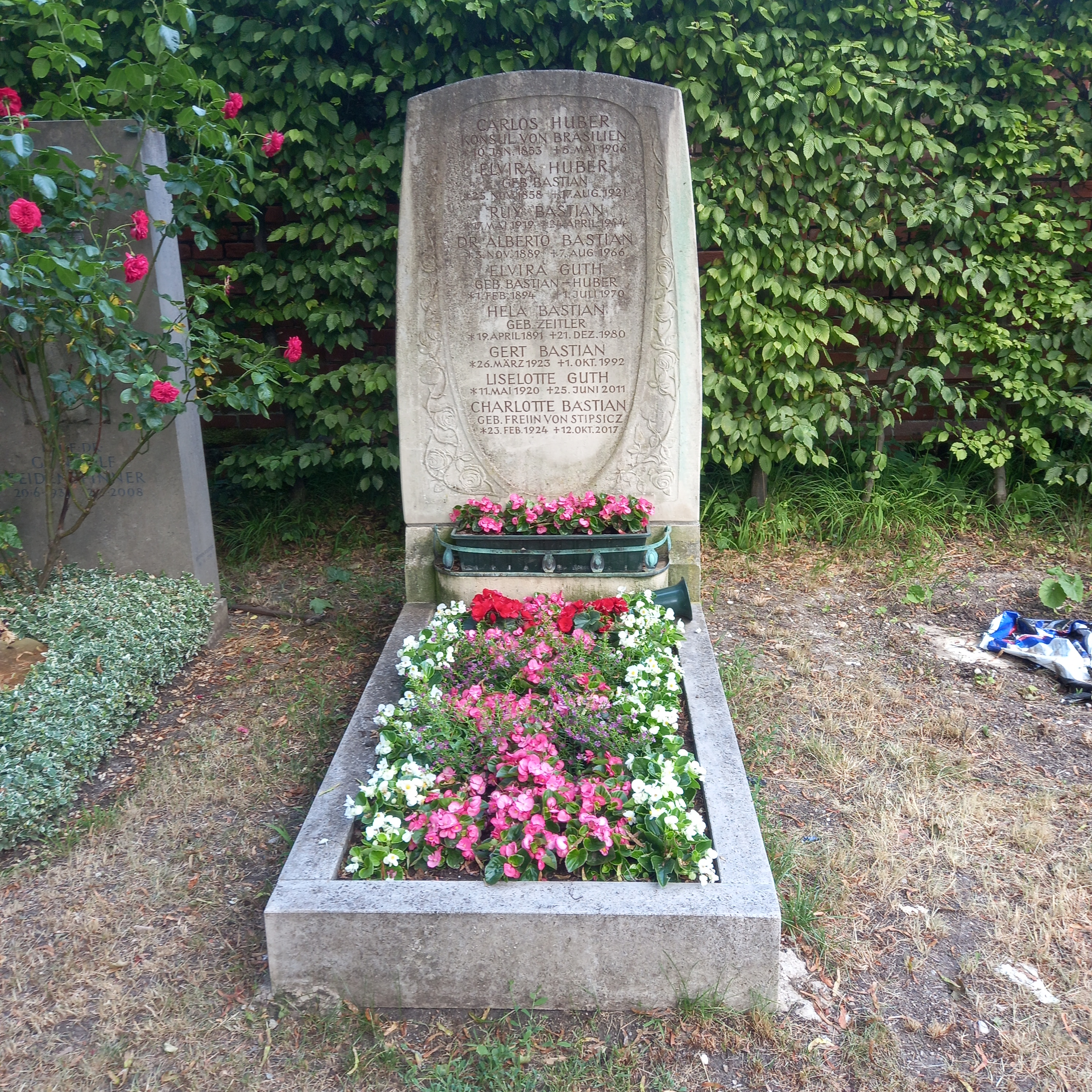
Das Grab von Gert Bastian und seiner Ehefrau Charlotte geborene Freiin von Stipsicz im Familiengrab auf dem Nordfriedhof (München)

Gert Bastian (* 26. März 1923 in München; † vermutlich 1. Oktober 1992 in Bonn) war ein deutscher Generalmajor und Politiker (Die Grünen). In den frühen 1980er Jahren nahm er eine Führungsrolle in der westdeutschen Friedensbewegung ein und war von 1983 bis 1987 Mitglied des Deutschen Bundestages.

## Leben

### Militärische Laufbahn
Bastian absolvierte im Sommer 1941 ein Notabitur an einem Realgymnasium. Er trat im Zweiten Weltkrieg freiwillig als Offizieranwärter in die Wehrmacht (Pionier-Ersatz-Bataillon 7 in München) ein und wurde am 1. August 1941 zum Fahnenjunker ernannt. Im Jahr 1942 war er zunächst als Gruppenführer im Pionierbataillon 45 an der Ostfront eingesetzt. Im Anschluss absolvierte er 1942/43 den Zugführerlehrgang und den Lehrgang zum Kompanieführer. Nach den Lehrgängen wurde er zum Panzerpionierbataillon 86 der 9. Panzer-Division versetzt, wo er bis Mai 1945 als Offizier an der Ost- und Invasionsfront zunächst als Zugführer, später als Kompanieführer eingesetzt wurde. Er wurde dreimal verwundet. Noch vor Kriegsende heiratete er im Alter von 22 Jahren. Bastian geriet in Bayern in US-Kriegsgefangenschaft.
In der Nachkriegszeit absolvierte er in München von 1946 bis 1948 eine Lehre zum Buchbinder. Bevor er im Jahr 1950 Behördenangestellter wurde, arbeitete er selbstständig in seinem Lehrberuf. 1956 trat Bastian in die neu gegründete Bundeswehr im Dienstgrad Oberleutnant ein und wurde als Hörsaaloffizier an der Heeresoffizierschule I in Hannover und der Heeresoffizierschule III in München eingesetzt. Er absolvierte von 1959 bis 1960 den 3. Generalstabslehrgang Heer an der Führungsakademie der Bundeswehr in Hamburg, wo er zum Offizier im Generalstabsdienst ausgebildet wurde. Von 1962 bis 1967 war Bastian bei der 1. Gebirgsdivision als G2 und G3-Stabsoffizier eingesetzt, im Jahr 1964 unterbrochen von einer einjährigen Verwendung als Hörsaalleiter an der Führungsakademie der Bundeswehr. Es schloss sich eine Verwendung als G3-Stabsoffizier im III. Korps in Koblenz an. Danach wurde er zum Führungsstab des Heeres versetzt, wo er vom 1. April 1968 bis 30. September 1971 als Referent an der Konzeption des Heeres mitwirkte. Es folgte bis 31. März 1974 eine Truppenverwendung als Kommandeur der Jägerbrigade 4 in Göttingen. Am 1. April übernahm er den Dienstposten des stellvertretenden Amtschefs und Chef des Stabes des Heeresamtes in Köln, am gleichen Tag wurde er zum Brigadegeneral ernannt. Unter Beförderung zum Generalmajor übernahm Bastian am 1. Oktober 1976 das Kommando über die 12. Panzerdivision in Veitshöchheim, die er bis 21. Januar 1980 in seiner letzten Truppenverwendung führte. Er hatte um die Versetzung in den einstweiligen Ruhestand gebeten, weil er den NATO-Nachrüstungsbeschluss nicht mittragen könne.

### Politische Laufbahn
Bastian, Mitglied der SPD, war Gegner der geplanten Stationierung von nuklearen Mittelstreckenraketen in Europa (NATO-Doppelbeschluss) und schloss sich der Friedensbewegung an, die er an führender Stelle mitorganisierte. Dabei lernte er Petra Kelly kennen, die seine Lebensgefährtin wurde. Zunächst war Bastian auch Mitglied im Rotary-Club Würzburg, verließ diesen jedoch nach zunehmender Kritik an seinem Engagement für die Friedensbewegung. Verschiedentlich wurde behauptet, Bastian sei Freimaurer, was jedoch von späteren Chronisten bestritten wird.

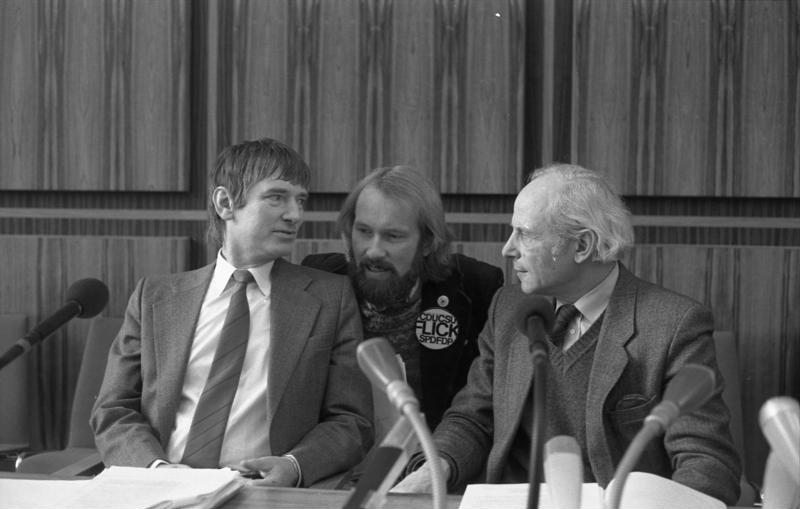
Gert Bastian (rechts) mit Otto Schily und Lukas Beckmann, 1983

Im Jahr 1980 initiierte er zusammen mit Josef Weber den „Krefelder Appell“ gegen die Stationierung neuer Atomraketen in Europa. Seine Gegner warfen ihm vor, dass sein Auftreten gegen atomare Mittelstreckenraketen der NATO nicht glaubwürdig sei. Es stehe in eklatantem Widerspruch zu seinem Verhalten als Kommandeur der 12. Panzerdivision, wo er kurz vor seinem Ausscheiden aus der Bundeswehr noch Manöver geleitet hatte, bei denen der Einsatz von Atomwaffen geübt worden war. Andere Vorwürfe gingen dahin, das plötzliche Auftreten des ehrgeizigen Bastian als Atomwaffengegner sei auf mangelnde weitere Karriereperspektiven in der Bundeswehr und seine bevorstehende Pensionierung wegen Erreichens der Altersgrenze zurückzuführen.
1981 gründete er mit anderen ehemaligen Generalen die Gruppe „Generale für den Frieden“, der später nachgewiesen wurde, dass sie vom Ministerium für Staatssicherheit der DDR mit angeregt und mitfinanziert wurde. Der Verdacht, Bastian selbst habe für das MfS gearbeitet, wurde durch das Auffinden von Unterlagen sowie Zeugenaussagen, die einigen Interpretationsspielraum zulassen, immer wieder diskutiert. Im Jahr 1981 erhielt er die Carl-von-Ossietzky-Medaille des Vereins Internationale Liga für Menschenrechte.
Bastian war von 1983 bis 1987 Mitglied des Deutschen Bundestages. Er wurde über die Landesliste Bayern der Grünen gewählt. Zwischen dem 10. Februar 1984 und dem 18. März 1986 war er fraktionsloser Abgeordneter – sein zeitweiliges Ausscheiden aus der Fraktion der Grünen beruhte darauf, dass er sich dem damals in dieser Partei geltenden Rotationsprinzip widersetzte und sein Abgeordnetenmandat nicht, wie von der Partei gefordert, nach der Hälfte der Legislaturperiode zur Verfügung stellte.

### Tod
Gert Bastian wurde am 19. Oktober 1992 mit Petra Kelly in der gemeinsamen Wohnung in Bonn-Tannenbusch tot aufgefunden. Dem Polizeibericht zufolge soll er zunächst seine Lebensgefährtin im Schlaf mit einer Pistole vom Typ Derringer erschossen und sich anschließend selbst getötet haben. Der exakte Todeszeitpunkt war wegen des späten Auffindens der Leichen nicht genau zu ermitteln. Allerdings wird bisweilen der 1. Oktober angenommen. Bastian hinterließ seine Ehefrau Charlotte geb. Freiin von Stipsicz (* 23. Februar 1924 in Budapest; † 12. Oktober 2017 in München) und zwei Kinder, Eva-Marina und Till Bastian. Er wurde auf dem Münchner Nordfriedhof beigesetzt (Grab: Mauer links, Nr. 271).
Der ehemalige Beamte und Psychologe beim Bundeskriminalamt Michael Baurmann und die Historikerin Jennifer Schevardo untersuchten 20 Jahre später den Todesfall der beiden Politiker. Sie fanden keine Hinweise auf eine Beteiligung Dritter. Die Untersuchung wurde im Jahr 2012 als Dokumentation verfilmt und 2014 ausgestrahlt.
2022 äußerte sich Till Bastian in einem Interview auch zu den Umständen kurz vor dem Tod seines Vaters und von Petra Kelly. Er sagte, sein Vater habe durch die schwere Erkrankung von Petra Kelly unter sehr großem Druck gestanden, da sie nichts mehr selbst erledigen konnte. Auch sein Vater sei schwer krank gewesen und möglicherweise habe er einen Herzinfarkt erlitten, der ihn in massive Todesangst versetzt habe. In diesem Zusammenhang habe er vielleicht zur Pistole gegriffen und die tödlichen Schüsse abgegeben.
2024 befasste sich die Regisseurin Doris Metz anlässlich der von ihr gedrehten Dokumentation Petra Kelly  - ACT NOW! intensiv mit den Todesumständen und benannte Indizien einer naheliegenden Motivlage für den Mord an Kelly: Demzufolge soll Gert Bastian Kelly kurz vor der Veröffentlichung seiner Stasi-Akten erschossen haben, die er nicht mehr verhindern konnte.

## Publikationen
- Warum ich die „Nachrüstung“ ablehne. In: Offiziere gegen Atomkriegsgefahr. Pahl-Rugenstein, Köln 1981, S. 12–18.
- Abrüstung, nicht Abschreckung, ist das Gebot der Stunde. In: Offiziere gegen Atomkriegsgefahr. Pahl-Rugenstein, Köln 1981, S. 19–23.
- Frieden schaffen! Gedanken zur Sicherheitspolitik. Kindler, München 1983, ISBN 3-463-00854-8.

## Filmische Umsetzung
- Kelly Bastian – Geschichte einer Hoffnung, TV-Film, ARD 2001; Regie: Andreas Kleinert, Drehbuch: Wolfgang Menge
  - Kelly Bastian – Geschichte einer Hoffnung bei IMDb
- Thomas Imbach (Regie): Happiness Is a Warm Gun. 2001
  - Happiness Is a Warm Gun bei IMDb
- Geheimakte Geschichte (2), Die Mordakte Kelly und Bastian, Dreiteiliger Film von Heike Nelsen-Minkenberg und Tom Müller
- General ade – ein Gespräch mit Gert Bastian., DEFA-Kurzdokumentarfilm, DDR, Regie: Uwe Belz[12]